# RealPlayer
RealPlayer è un lettore multimediale creato da RealNetworks in grado di riprodurre oltre ai formati proprietari Real Video e Real Audio i principali formati multimediali come MP3, MPEG-4, QuickTime e Windows Media.

## Descrizione
La prima versione del programma venne presentata nell'aprile 1995. Allora era uno dei primi media player in grado di gestire streaming audio e video da Internet. La versione 6 venne chiamata RealPlayer G2, la 9 divenne RealOne Player. Del programma esiste una versione base disponibile gratuitamente e una versione a pagamento con funzionalità aggiuntive.
L'ultima versione uscita è la 22, ed è disponibile per Windows, macOS, Unix, Palm OS, Windows Mobile e Symbian OS. Il programma è basato su un motore di decodifica open source chiamato Helix.